# Nastri d'argento 1963

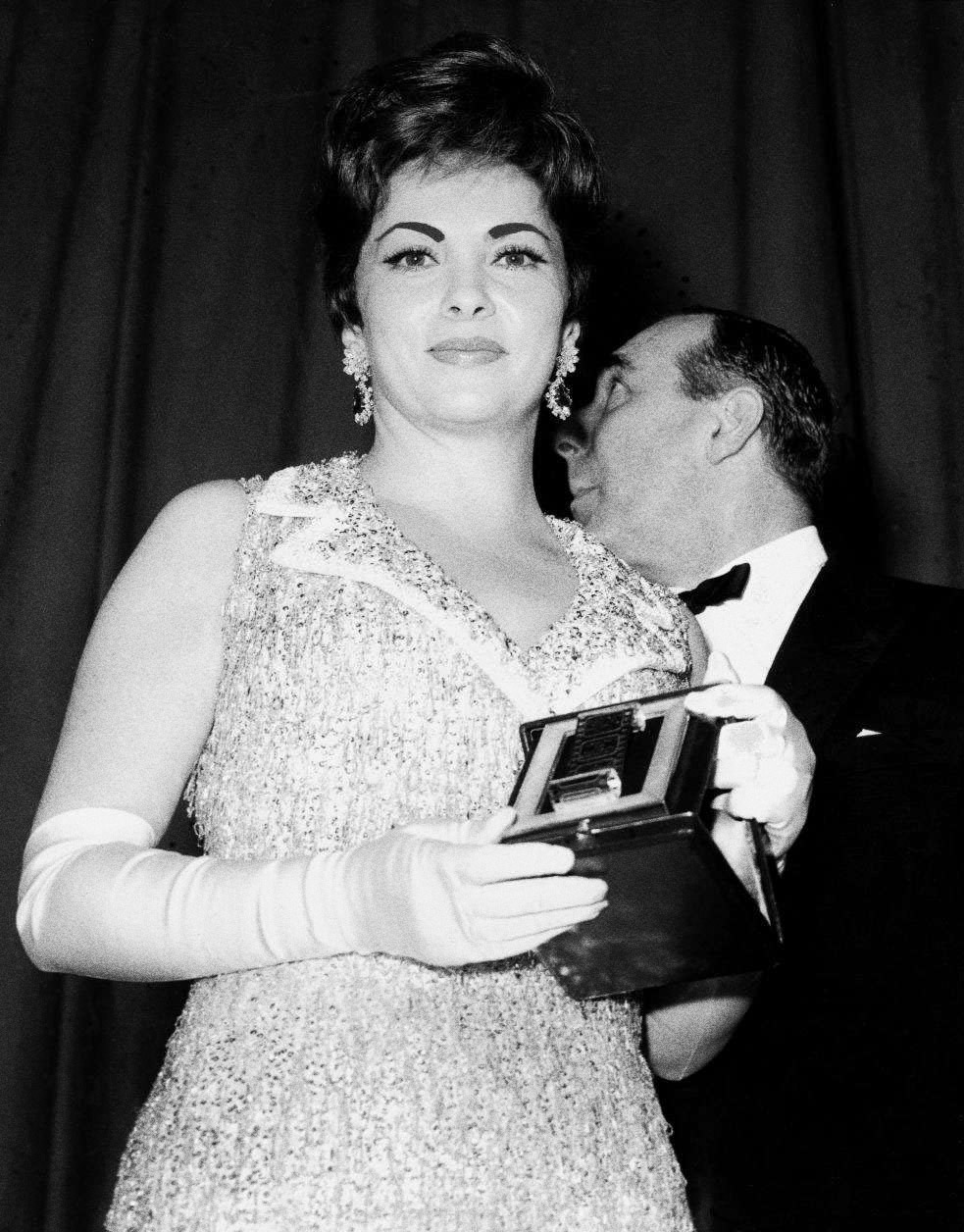
Gina Lollobrigida premiata come migliore attrice

La 18ª edizione dei Nastri d'argento si è tenuta il 27 marzo 1963 al cinema Barberini di Roma.
Dopo le premiazioni ebbe luogo la prima del film Il Gattopardo di Luchino Visconti.

## Vincitori e candidati
I vincitori sono indicati in grassetto, a seguire gli altri candidati.

### Regista del miglior film
- Nanni Loy - Le quattro giornate di Napoli
- Francesco Rosi - Salvatore Giuliano
- Michelangelo Antonioni - L'eclisse

### Miglior produttore
- Goffredo Lombardo - per il complesso della sua produzione
- Alfredo Bini - per il complesso della sua produzione
- Franco Cristaldi - Salvatore Giuliano

### Miglior soggetto originale
- Elio Petri e Tonino Guerra - I giorni contati
- Dino Risi - Il sorpasso
- Bruno Caruso - Mafioso

### Migliore sceneggiatura
- Pasquale Festa Campanile, Massimo Franciosa, Nanni Loy e Carlo Bernari - Le quattro giornate di Napoli
- Vasco Pratolini, Mario Missiroli e Valerio Zurlini - Cronaca familiare
- Enzo Provenzale, Franco Solinas, Francesco Rosi e Suso Cecchi D'Amico - Salvatore Giuliano

### Migliore attrice protagonista
- Gina Lollobrigida - Venere imperiale
- Franca Valeri - Parigi o cara
- Monica Vitti - L'eclisse

### Migliore attore protagonista
- Vittorio Gassman - Il sorpasso
- Alberto Sordi - Mafioso
- Marcello Mastroianni - Cronaca familiare
- Salvo Randone - I giorni contati

### Migliore attrice non protagonista
- Regina Bianchi - Le quattro giornate di Napoli
- Lea Massari - Le quattro giornate di Napoli
- Lilla Brignone - L'eclisse

### Migliore attore non protagonista
- Romolo Valli - Una storia milanese
- Gian Maria Volonté - Le quattro giornate di Napoli
- Renato Salvatori - Smog

### Migliore musica
- Piero Piccioni - Salvatore Giuliano
- Carlo Rustichelli - Le quattro giornate di Napoli
- Goffredo Petrassi - Cronaca familiare

### Migliore fotografia in bianco e nero
- Gianni Di Venanzo - Salvatore Giuliano
- Armando Nannuzzi - Senilità
- Roberto Gerardi - I sequestrati di Altona

### Migliore fotografia a colori
- Giuseppe Rotunno - Cronaca familiare
- Pier Ludovico Pavoni - Ti-Koyo e il suo pescecane
- Gábor Pogány - Venere imperiale

### Migliore scenografia
- Luigi Scaccianoce - Senilità
- Veniero Colasanti - El Cid
- Mario Garbuglia - Boccaccio '70 (per l'episodio Il lavoro)

### Migliori costumi
- Piero Tosi - Senilità
- Giancarlo Bartolini Salimbeni - Venere imperiale
- Veniero Colasanti - El Cid

### Regista del miglior film straniero
- François Truffaut - Jules e Jim (Jules et Jim)
- Tony Richardson - Sapore di miele (A Taste of Honey)
- John Cassavetes - Ombre (Shadows)

### Regista del miglior cortometraggio
- Mauro Severino - Chi è di scena

### Miglior produttore di cortometraggio
- Comitato per le celebrazioni bolognesi dell'Unità d'Italia - Il Risorgimento oggi